# Stanislav Lobotka
Stanislav Lobotka (Trenčín, 25 novembre 1994) è un calciatore slovacco, centrocampista del Napoli e della nazionale slovacca.

## Biografia
Ha avuto una relazione con la cantante Daniela Nízlová delle TWiiNS, le quali hanno partecipato all'Eurovision Song Contest 2011 (come cantanti in gara) e all'Eurovision Song Contest 2008 (coriste).

## Caratteristiche tecniche
Regista mobile, trova la sua perfetta collocazione come vertice basso in un reparto a tre uomini. Dotato di ottima visione di gioco, personalità, tecnica e agonismo, sa muoversi anche senza palla e reggere i contrasti fisici.

## Carriera

### Club

#### Gli inizi
Cresciuto calcisticamente nell'AS Trenčín, gioca la sua prima stagione come professionista nell'annata 2011-2012, collezionando in tutto 5 presenze. Nella stagione successiva, divenuto titolare della formazione slovacca, è autore di 2 reti in 31 partite, rispettivamente contro Spartak Trnava e Nitra. Nel 2013 passa in prestito allo Jong Ajax, con il quale totalizza 30 presenze in Eerste Divisie, mettendo a segno 3 gol. L'anno dopo fa ritorno al Trenčín, conquistando da protagonista il campionato slovacco e la Coppa di Slovacchia.
Nel 2015 passa al club danese del Nordsjælland, con il quale gioca per due stagioni, collezionando complessivamente 62 presenze.

#### Celta Vigo

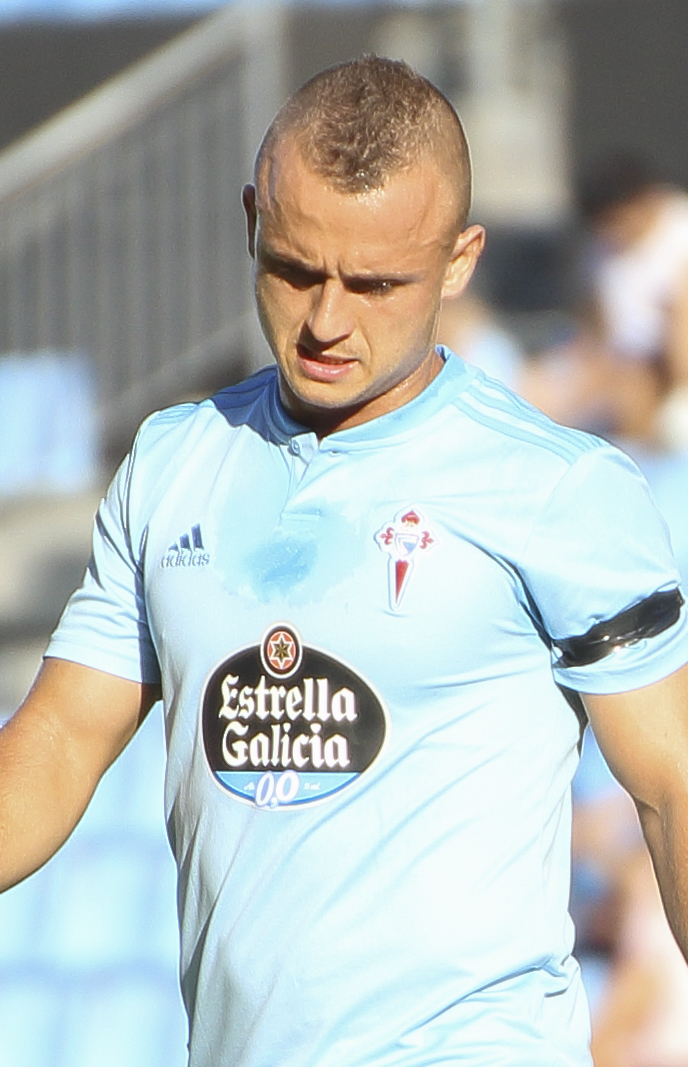
Lobotka al Celta Vigo nel 2018.

Il 15 luglio 2017 si trasferisce al Celta Vigo a titolo definitivo. Fa il suo debutto con la nuova maglia il 19 agosto seguente, nella sconfitta casalinga per 2-3 contro la Real Sociedad, valida per la prima giornata di campionato. In due anni e mezzo con il club spagnolo raccoglie in totale 90 presenze.

#### Napoli
Il 15 gennaio 2020 viene acquistato dal Napoli per 20 milioni di euro più 4 di bonus. Il 21 gennaio seguente fa il suo esordio da titolare con la maglia azzurra nella gara interna contro la Lazio, valida per i quarti di finale di Coppa Italia; viene poi sostituito a metà del primo tempo in favore di Sebastiano Luperto, a causa dell’espulsione del compagno Elseid Hysaj. Cinque giorni dopo invece debutta in Serie A, nella vittoria casalinga per 2-1 contro la Juventus. Il successivo 17 giugno vince la Coppa Italia, con gli azzurri che trionfano ai calci di rigore proprio contro i bianconeri.
Dopo un primo anno e mezzo in cui non trova molto spazio nella gestione di Gennaro Gattuso, durante la stagione 2021-2022 viene impiegato maggiormente dal neo-allenatore dei partenopei Luciano Spalletti. Segna la sua prima rete in maglia azzurra, e contestualmente la prima in Serie A, il 15 maggio 2022, in occasione della partita vinta per 3-0 contro il Genoa.
Inizia la stagione successiva segnando un gol alla prima giornata di campionato, nella vittoria per 5-2 in casa del Verona. Ormai affermatosi definitivamente come un elemento imprescindibile nella rosa a disposizione di Spalletti, è tra gli indiscussi protagonisti della grande annata degli azzurri, che culmina con la conquista dello scudetto il 4 maggio 2023, in virtù del pareggio per 1-1 contro l'Udinese.
Nella stagione 2023-2024, nonostante l’alternarsi di tre allenatori sulla panchina azzurra, lo slovacco rimane un titolare inamovibile, continuando a fornire buone prestazioni. L'annata, tuttavia, si rivela estremamente negativa per la compagine partenopea, che conclude il campionato al 10º posto, mancando la qualificazione alle coppe europee per la prima volta dopo 14 anni.
La stagione seguente, con l'arrivo di Antonio Conte in panchina, vede la riconferma di Lobotka come punto fermo della squadra azzurra, che termina il campionato vincendo il quarto scudetto della sua storia, in seguito al successo casalingo contro il Cagliari (2-0), valido per l'ultima giornata di Serie A; per il centrocampista slovacco si tratta del secondo scudetto vinto con i partenopei, a due anni di distanza dall'ultimo.

### Nazionale

#### Nazionali giovanili
Con la Slovacchia under 21 partecipa nel 2017 agli Europei di categoria in Polonia, fermandosi alla fase a gironi.

#### Nazionale maggiore
Il 15 novembre 2016 debutta con la nazionale maggiore nell'amichevole pareggiata per 0-0 contro l'Austria. Realizza la sua prima rete con la maglia della Slovacchia il 4 settembre 2017, in occasione della sconfitta per 2-1 contro l'Inghilterra, valida per le qualificazioni al campionato del mondo 2018.
Viene successivamente convocato per il campionato d'Europa 2020 (posticipato di un anno a causa della pandemia di COVID-19), scendendo in campo solo nell'ultimo match della fase a gironi, perso per 5-0 contro la Spagna.

## Statistiche

### Presenze e reti nei club
Statistiche aggiornate al 1º luglio 2025.
| Stagione            | Squadra             | Campionato          | Campionato | Campionato | Coppe nazionali | Coppe nazionali | Coppe nazionali | Coppe continentali | Coppe continentali | Coppe continentali | Altre coppe | Altre coppe | Altre coppe | Totale | Totale |
| Stagione            | Squadra             | Comp                | Pres       | Reti       | Comp            | Pres            | Reti            | Comp               | Pres               | Reti               | Comp        | Pres        | goal        | Pres   | Reti   |
| ------------------- | ------------------- | ------------------- | ---------- | ---------- | --------------- | --------------- | --------------- | ------------------ | ------------------ | ------------------ | ----------- | ----------- | ----------- | ------ | ------ |
| 2011-2012           | AS Trenčín          | SL                  | 5          | 0          | CS              | 0               | 0               | -                  | -                  | -                  | -           | -           | -           | 5      | 0      |
| 2012-2013           | AS Trenčín          | SL                  | 31         | 2          | CS              | 0               | 0               | -                  | -                  | -                  | -           | -           | -           | 31     | 2      |
| 2013-2014           | Jong Ajax           | EE                  | 30         | 3          | -               | -               | -               | -                  | -                  | -                  | -           | -           | -           | 30     | 3      |
| 2014-2015           | AS Trenčín          | SL                  | 38         | 1          | CS              | 4               | 0               | UEL                | 6                  | 0                  | -           | -           | -           | 48     | 1      |
| Totale AS Trenčín   | Totale AS Trenčín   | Totale AS Trenčín   | 74         | 3          |                 | 4               | 0               |                    | 6                  | 0                  |             |             |             | 84     | 3      |
| 2015-2016           | Nordsjælland        | SL                  | 26         | 0          | CD              | 0               | 0               | -                  | -                  | -                  | -           | -           | -           | 26     | 0      |
| 2016-2017           | Nordsjælland        | SL                  | 35         | 0          | CD              | 1               | 0               | -                  | -                  | -                  | -           | -           | -           | 36     | 0      |
| Totale Nordsjælland | Totale Nordsjælland | Totale Nordsjælland | 61         | 0          |                 | 1               | 0               |                    | -                  | -                  |             | -           | -           | 62     | 0      |
| 2017-2018           | Celta Vigo          | PD                  | 38         | 0          | CR              | 3               | 0               | -                  | -                  | -                  | -           | -           | -           | 41     | 0      |
| 2018-2019           | Celta Vigo          | PD                  | 31         | 0          | CR              | 1               | 0               | -                  | -                  | -                  | -           | -           | -           | 32     | 0      |
| 2019-gen. 2020      | Celta Vigo          | PD                  | 17         | 0          | CR              | 0               | 0               | -                  | -                  | -                  | -           | -           | -           | 17     | 0      |
| Totale Celta Vigo   | Totale Celta Vigo   | Totale Celta Vigo   | 86         | 0          |                 | 4               | 0               |                    | -                  | -                  |             | -           | -           | 90     | 0      |
| gen.-giu. 2020      | Napoli              | A                   | 14         | 0          | CI              | 1               | 0               | UCL                | 1                  | 0                  | -           | -           | -           | 16     | 0      |
| 2020-2021           | Napoli              | A                   | 15         | 0          | CI              | 3               | 0               | UEL                | 5                  | 0                  | SI          | 0           | 0           | 23     | 0      |
| 2021-2022           | Napoli              | A                   | 23         | 1          | CI              | 1               | 0               | UEL                | 2                  | 0                  | -           | -           | -           | 26     | 1      |
| 2022-2023           | Napoli              | A                   | 38         | 1          | CI              | 1               | 0               | UCL                | 10                 | 0                  | -           | -           | -           | 49     | 1      |
| 2023-2024           | Napoli              | A                   | 38         | 0          | CI              | 1               | 0               | UCL                | 8                  | 0                  | SI          | 2           | 0           | 49     | 0      |
| 2024-2025           | Napoli              | A                   | 32         | 0          | CI              | 3               | 0               | -                  | -                  | -                  | -           | -           | -           | 35     | 0      |
| 2025-2026           | Napoli              | A                   | -          | -          | CI              | -               | -               | UCL                | -                  | -                  | SI          | -           | -           | -      | -      |
| Totale Napoli       | Totale Napoli       | Totale Napoli       | 160        | 2          |                 | 10              | 0               |                    | 26                 | 0                  |             | 2           | 0           | 198    | 2      |
| Totale carriera     | Totale carriera     | Totale carriera     | 411        | 8          |                 | 19              | 0               |                    | 32                 | 0                  |             | 2           | 0           | 464    | 8      |

### Cronologia presenze e reti in nazionale
| Cronologia completa delle presenze e delle reti in nazionale ― Slovacchia | Cronologia completa delle presenze e delle reti in nazionale ― Slovacchia | Cronologia completa delle presenze e delle reti in nazionale ― Slovacchia | Cronologia completa delle presenze e delle reti in nazionale ― Slovacchia | Cronologia completa delle presenze e delle reti in nazionale ― Slovacchia | Cronologia completa delle presenze e delle reti in nazionale ― Slovacchia | Cronologia completa delle presenze e delle reti in nazionale ― Slovacchia | Cronologia completa delle presenze e delle reti in nazionale ― Slovacchia |
| Data                                                                      | Città                                                                     | In casa                                                                   | Risultato                                                                 | Ospiti                                                                    | Competizione                                                              | Reti                                                                      | Note                                                                      |
| ------------------------------------------------------------------------- | ------------------------------------------------------------------------- | ------------------------------------------------------------------------- | ------------------------------------------------------------------------- | ------------------------------------------------------------------------- | ------------------------------------------------------------------------- | ------------------------------------------------------------------------- | ------------------------------------------------------------------------- |
| 15-11-2016                                                                | Vienna                                                                    | Austria                                                                   | 0 – 0                                                                     | Slovacchia                                                                | Amichevole                                                                | -                                                                         | 46’                                                                       |
| 1-9-2017                                                                  | Trnava                                                                    | Slovacchia                                                                | 1 – 0                                                                     | Slovenia                                                                  | Qual. Mondiali 2018                                                       | -                                                                         |                                                                           |
| 4-9-2017                                                                  | Londra                                                                    | Inghilterra                                                               | 2 – 1                                                                     | Slovacchia                                                                | Qual. Mondiali 2018                                                       | 1                                                                         |                                                                           |
| 5-10-2017                                                                 | Glasgow                                                                   | Scozia                                                                    | 1 – 0                                                                     | Slovacchia                                                                | Qual. Mondiali 2018                                                       | -                                                                         |                                                                           |
| 8-10-2017                                                                 | Trnava                                                                    | Slovacchia                                                                | 3 – 0                                                                     | Malta                                                                     | Qual. Mondiali 2018                                                       | -                                                                         |                                                                           |
| 10-11-2017                                                                | Leopoli                                                                   | Ucraina                                                                   | 2 – 1                                                                     | Slovacchia                                                                | Amichevole                                                                | -                                                                         | 46’                                                                       |
| 14-11-2017                                                                | Trnava                                                                    | Slovacchia                                                                | 1 – 0                                                                     | Norvegia                                                                  | Amichevole                                                                | 1                                                                         |                                                                           |
| 22-3-2018                                                                 | Bangkok                                                                   | Emirati Arabi Uniti                                                       | 1 – 2                                                                     | Slovacchia                                                                | Amichevole                                                                | -                                                                         |                                                                           |
| 25-3-2018                                                                 | Bangkok                                                                   | Thailandia                                                                | 2 – 3                                                                     | Slovacchia                                                                | Amichevole                                                                | -                                                                         | 61’                                                                       |
| 31-5-2018                                                                 | Trnava                                                                    | Slovacchia                                                                | 1 – 1                                                                     | Paesi Bassi                                                               | Amichevole                                                                | -                                                                         |                                                                           |
| 4-6-2018                                                                  | Lancy                                                                     | Slovacchia                                                                | 1 – 2                                                                     | Marocco                                                                   | Amichevole                                                                | -                                                                         | 58’                                                                       |
| 9-9-2018                                                                  | Leopoli                                                                   | Ucraina                                                                   | 1 – 0                                                                     | Slovacchia                                                                | UEFA Nations League 2018-2019 - 1º turno                                  | -                                                                         |                                                                           |
| 13-10-2018                                                                | Trnava                                                                    | Slovacchia                                                                | 1 – 2                                                                     | Rep. Ceca                                                                 | UEFA Nations League 2018-2019 - 1º turno                                  | -                                                                         |                                                                           |
| 16-10-2018                                                                | Solna                                                                     | Svezia                                                                    | 1 – 1                                                                     | Slovacchia                                                                | Amichevole                                                                | -                                                                         | 56’                                                                       |
| 21-3-2019                                                                 | Trnava                                                                    | Slovacchia                                                                | 2 – 0                                                                     | Ungheria                                                                  | Qual. Euro 2020                                                           | -                                                                         |                                                                           |
| 24-3-2019                                                                 | Cardiff                                                                   | Galles                                                                    | 1 – 0                                                                     | Slovacchia                                                                | Qual. Euro 2020                                                           | -                                                                         | 41’                                                                       |
| 11-6-2019                                                                 | Baku                                                                      | Azerbaigian                                                               | 1 – 5                                                                     | Slovacchia                                                                | Qual. Euro 2020                                                           | 1                                                                         | 84’                                                                       |
| 6-9-2019                                                                  | Bratislava                                                                | Slovacchia                                                                | 0 – 4                                                                     | Croazia                                                                   | Qual. Euro 2020                                                           | -                                                                         |                                                                           |
| 9-9-2019                                                                  | Budapest                                                                  | Ungheria                                                                  | 1 – 2                                                                     | Slovacchia                                                                | Qual. Euro 2020                                                           | -                                                                         |                                                                           |
| 10-10-2019                                                                | Trnava                                                                    | Slovacchia                                                                | 1 – 1                                                                     | Galles                                                                    | Qual. Euro 2020                                                           | -                                                                         |                                                                           |
| 16-11-2019                                                                | Fiume                                                                     | Croazia                                                                   | 3 – 1                                                                     | Slovacchia                                                                | Qual. Euro 2020                                                           | -                                                                         |                                                                           |
| 19-11-2019                                                                | Trnava                                                                    | Slovacchia                                                                | 2 – 0                                                                     | Azerbaigian                                                               | Qual. Euro 2020                                                           | -                                                                         |                                                                           |
| 4-9-2020                                                                  | Bratislava                                                                | Slovacchia                                                                | 1 – 3                                                                     | Rep. Ceca                                                                 | UEFA Nations League 2020-2021 - 1º turno                                  | -                                                                         |                                                                           |
| 7-9-2020                                                                  | Netanya                                                                   | Israele                                                                   | 1 – 1                                                                     | Slovacchia                                                                | UEFA Nations League 2020-2021 - 1º turno                                  | -                                                                         |                                                                           |
| 12-11-2020                                                                | Belfast                                                                   | Irlanda del Nord                                                          | 1 – 2 dts                                                                 | Slovacchia                                                                | Qual. Euro 2020                                                           | -                                                                         | 65’                                                                       |
| 15-11-2020                                                                | Trnava                                                                    | Slovacchia                                                                | 1 – 0                                                                     | Scozia                                                                    | UEFA Nations League 2020-2021 - 1º turno                                  | -                                                                         | 61’                                                                       |
| 18-11-2020                                                                | Plzeň                                                                     | Rep. Ceca                                                                 | 2 – 0                                                                     | Slovacchia                                                                | UEFA Nations League 2020-2021 - 1º turno                                  | -                                                                         | 62’                                                                       |
| 1-6-2021                                                                  | Ried im Innkreis                                                          | Bulgaria                                                                  | 1 – 1                                                                     | Slovacchia                                                                | Amichevole                                                                | -                                                                         | 81’                                                                       |
| 23-6-2021                                                                 | Siviglia                                                                  | Slovacchia                                                                | 0 – 5                                                                     | Spagna                                                                    | Euro 2020 - 1º turno                                                      | -                                                                         | 46’                                                                       |
| 1-9-2021                                                                  | Lubiana                                                                   | Slovenia                                                                  | 1 – 1                                                                     | Slovacchia                                                                | Qual. Mondiali 2022                                                       | -                                                                         |                                                                           |
| 4-9-2021                                                                  | Bratislava                                                                | Slovacchia                                                                | 0 – 1                                                                     | Croazia                                                                   | Qual. Mondiali 2022                                                       | -                                                                         |                                                                           |
| 7-9-2021                                                                  | Bratislava                                                                | Slovacchia                                                                | 2 – 0                                                                     | Cipro                                                                     | Qual. Mondiali 2022                                                       | -                                                                         | 53’                                                                       |
| 11-11-2021                                                                | Trnava                                                                    | Slovacchia                                                                | 2 – 2                                                                     | Slovenia                                                                  | Qual. Mondiali 2022                                                       | -                                                                         |                                                                           |
| 14-11-2021                                                                | Ta' Qali                                                                  | Malta                                                                     | 0 – 6                                                                     | Slovacchia                                                                | Qual. Mondiali 2022                                                       | -                                                                         | 70’                                                                       |
| 25-3-2022                                                                 | Oslo                                                                      | Norvegia                                                                  | 2 – 0                                                                     | Slovacchia                                                                | Amichevole                                                                | -                                                                         | 84’                                                                       |
| 29-3-2022                                                                 | Murcia                                                                    | Finlandia                                                                 | 0 – 2                                                                     | Slovacchia                                                                | Amichevole                                                                | -                                                                         |                                                                           |
| 3-6-2022                                                                  | Novi Sad                                                                  | Bielorussia                                                               | 0 – 1                                                                     | Slovacchia                                                                | UEFA Nations League 2022-2023 - 1º turno                                  | -                                                                         | 89’                                                                       |
| 6-6-2022                                                                  | Trnava                                                                    | Slovacchia                                                                | 0 – 1                                                                     | Kazakistan                                                                | UEFA Nations League 2022-2023 - 1º turno                                  | -                                                                         |                                                                           |
| 10-6-2022                                                                 | Baku                                                                      | Azerbaigian                                                               | 0 – 1                                                                     | Slovacchia                                                                | UEFA Nations League 2022-2023 - 1º turno                                  | -                                                                         | 75’                                                                       |
| 22-9-2022                                                                 | Trnava                                                                    | Slovacchia                                                                | 1 – 2                                                                     | Azerbaigian                                                               | UEFA Nations League 2022-2023 - 1º turno                                  | -                                                                         |                                                                           |
| 25-9-2022                                                                 | Bačka Topola                                                              | Slovacchia                                                                | 1 – 1                                                                     | Bielorussia                                                               | UEFA Nations League 2022-2023 - 1º turno                                  | -                                                                         |                                                                           |
| 17-11-2022                                                                | Podgorica                                                                 | Montenegro                                                                | 2 – 2                                                                     | Slovacchia                                                                | Amichevole                                                                | -                                                                         |                                                                           |
| 20-11-2022                                                                | Bratislava                                                                | Slovacchia                                                                | 0 – 0                                                                     | Cile                                                                      | Amichevole                                                                | -                                                                         |                                                                           |
| 23-3-2023                                                                 | Trnava                                                                    | Slovacchia                                                                | 0 – 0                                                                     | Lussemburgo                                                               | Qual. Euro 2024                                                           | -                                                                         |                                                                           |
| 26-3-2023                                                                 | Bratislava                                                                | Slovacchia                                                                | 2 – 0                                                                     | Bosnia ed Erzegovina                                                      | Qual. Euro 2024                                                           | -                                                                         | 90+2’                                                                     |
| 17-6-2023                                                                 | Reykjavík                                                                 | Islanda                                                                   | 1 – 2                                                                     | Slovacchia                                                                | Qual. Euro 2024                                                           | -                                                                         |                                                                           |
| 20-6-2023                                                                 | Vaduz                                                                     | Liechtenstein                                                             | 0 – 1                                                                     | Slovacchia                                                                | Qual. Euro 2024                                                           | -                                                                         | 89’                                                                       |
| 8-9-2023                                                                  | Bratislava                                                                | Slovacchia                                                                | 0 – 1                                                                     | Portogallo                                                                | Qual. Euro 2024                                                           | -                                                                         | 83’                                                                       |
| 11-9-2023                                                                 | Bratislava                                                                | Slovacchia                                                                | 3 – 0                                                                     | Liechtenstein                                                             | Qual. Euro 2024                                                           | -                                                                         | 77’                                                                       |
| 13-10-2023                                                                | Porto                                                                     | Portogallo                                                                | 3 – 2                                                                     | Slovacchia                                                                | Qual. Euro 2024                                                           | 1                                                                         |                                                                           |
| 16-10-2023                                                                | Lussemburgo                                                               | Lussemburgo                                                               | 0 – 1                                                                     | Slovacchia                                                                | Qual. Euro 2024                                                           | -                                                                         |                                                                           |
| 16-11-2023                                                                | Bratislava                                                                | Slovacchia                                                                | 4 – 2                                                                     | Islanda                                                                   | Qual. Euro 2024                                                           | -                                                                         |                                                                           |
| 23-3-2024                                                                 | Bratislava                                                                | Slovacchia                                                                | 0 – 2                                                                     | Austria                                                                   | Amichevole                                                                | -                                                                         |                                                                           |
| 26-3-2024                                                                 | Oslo                                                                      | Norvegia                                                                  | 1 – 1                                                                     | Slovacchia                                                                | Amichevole                                                                | -                                                                         | 56’                                                                       |
| 9-6-2024                                                                  | Trnava                                                                    | Slovacchia                                                                | 4 – 0                                                                     | Galles                                                                    | Amichevole                                                                | -                                                                         |                                                                           |
| 17-6-2024                                                                 | Francoforte sul Meno                                                      | Belgio                                                                    | 0 – 1                                                                     | Slovacchia                                                                | Euro 2024 - 1º turno                                                      | -                                                                         |                                                                           |
| 21-6-2024                                                                 | Düsseldorf                                                                | Slovacchia                                                                | 1 – 2                                                                     | Ucraina                                                                   | Euro 2024 - 1º turno                                                      | -                                                                         |                                                                           |
| 26-6-2024                                                                 | Francoforte sul Meno                                                      | Slovacchia                                                                | 1 – 1                                                                     | Romania                                                                   | Euro 2024 - 1º turno                                                      | -                                                                         |                                                                           |
| 30-6-2024                                                                 | Gelsenkirchen                                                             | Inghilterra                                                               | 2 – 1 dts                                                                 | Slovacchia                                                                | Euro 2024 - Ottavi di finale                                              | -                                                                         |                                                                           |
| 5-9-2024                                                                  | Tallinn                                                                   | Estonia                                                                   | 0 – 1                                                                     | Slovacchia                                                                | UEFA Nations League 2024-2025 - 1º turno                                  | -                                                                         |                                                                           |
| 8-9-2024                                                                  | Košice                                                                    | Slovacchia                                                                | 2 – 0                                                                     | Azerbaigian                                                               | UEFA Nations League 2024-2025 - 1º turno                                  | -                                                                         |                                                                           |
| 11-10-2024                                                                | Bratislava                                                                | Slovacchia                                                                | 2 – 2                                                                     | Svezia                                                                    | UEFA Nations League 2024-2025 - 1º turno                                  | -                                                                         |                                                                           |
| 14-10-2024                                                                | Baku                                                                      | Azerbaigian                                                               | 1 – 3                                                                     | Slovacchia                                                                | UEFA Nations League 2024-2025 - 1º turno                                  | -                                                                         | 84’                                                                       |
| 16-11-2024                                                                | Solna                                                                     | Svezia                                                                    | 2 – 1                                                                     | Slovacchia                                                                | UEFA Nations League 2024-2025 - 1º turno                                  | -                                                                         |                                                                           |
| 19-11-2024                                                                | Bratislava                                                                | Slovacchia                                                                | 1 – 0                                                                     | Estonia                                                                   | UEFA Nations League 2024-2025 - 1º turno                                  | -                                                                         | cap. 61’                                                                  |
| 20-3-2025                                                                 | Bratislava                                                                | Slovacchia                                                                | 0 – 0                                                                     | Slovenia                                                                  | UEFA Nations League 2024-2025 - Play-off                                  | -                                                                         |                                                                           |
| 23-3-2025                                                                 | Lubiana                                                                   | Slovenia                                                                  | 1 – 0 dts                                                                 | Slovacchia                                                                | UEFA Nations League 2024-2025 - Play-off                                  | -                                                                         | 112’                                                                      |
| Totale                                                                    |                                                                           | Presenze                                                                  | 68                                                                        |                                                                           | Reti                                                                      | 4                                                                         |                                                                           |

## Palmarès

### Club
- Campionato slovacco: 1

AS Trenčín: 2014-2015
- Coppa di Slovacchia: 1

AS Trenčín: 2014-2015
- Coppa Italia: 1

Napoli: 2019-2020
- Campionato italiano: 2

Napoli: 2022-2023, 2024-2025

### Nazionale
- King's Cup: 1

2018

### Individuale
- Gran Galà del calcio AIC: 1

Squadra dell'anno: 2023
- Calciatore slovacco dell'anno: 2

2023, 2024